# Église Saint-Christophe de Claix
Pour les articles homonymes, voir Église Saint-Christophe.
L'église Saint-Christophe est une église catholique située à Claix, en France.

## Localisation
L'église est située dans le département français de la Charente, sur la commune de Claix.

## Historique

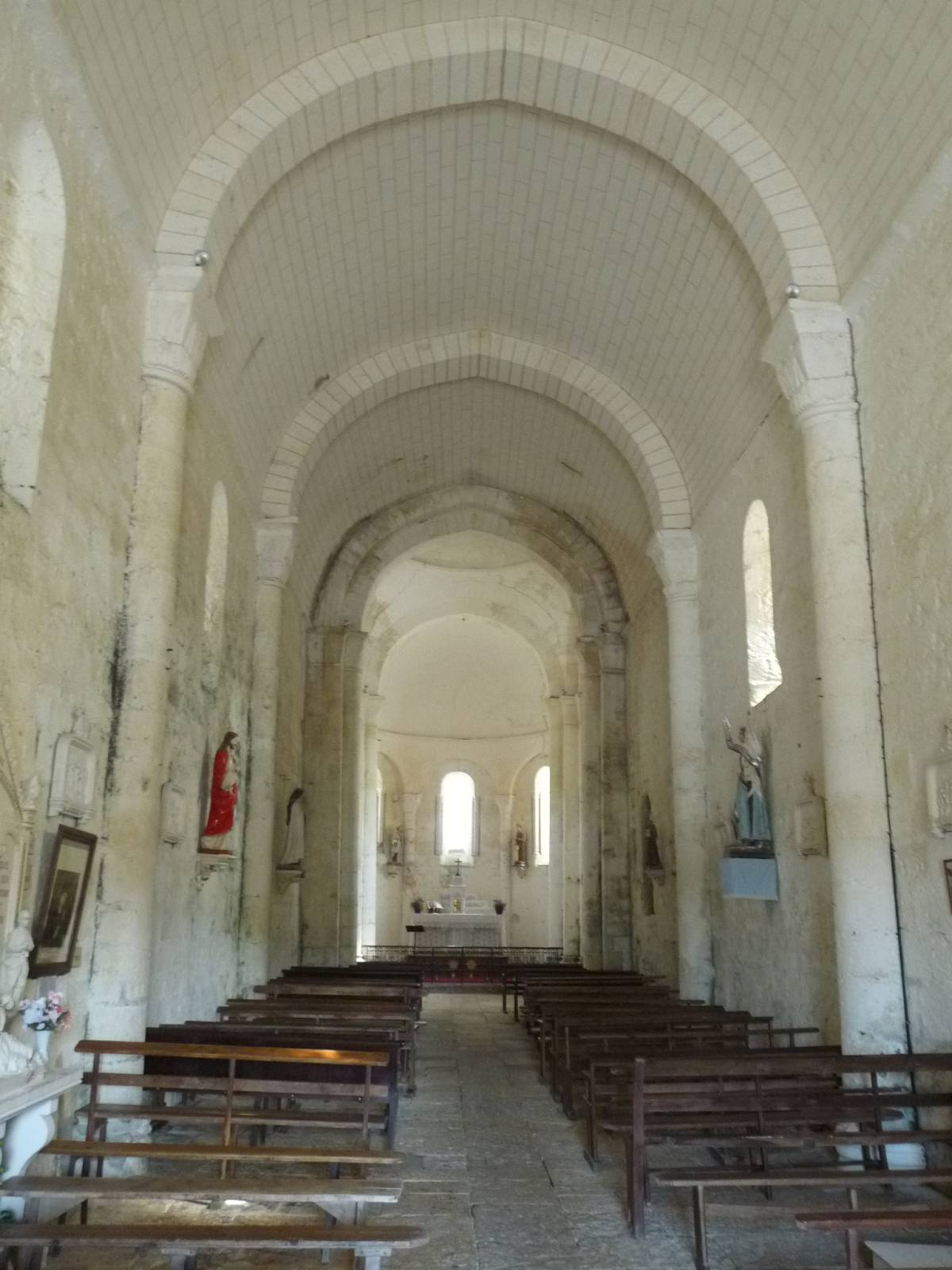
La nef en septembre 2009.

Sa construction est antérieure au XIIe siècle.
En 1533, Jean Calvin poursuivi sous un nom d’emprunt, se rendit à cette église pour demander refuge au curé de Claix, Louis du Tillet, son ancien précepteur, qui l'hébergea plusieurs mois. Un temps, le curé prêcha dans cette église les doctrines de la Réforme protestante.
L'édifice est classé au titre des monuments historiques en 1920.
En 2022, elle bénéficie d'opération de travaux est lancée pour un montant de 125 000 € HT.

## Description
Elle comporte une nef unique, un faux-carré sous clocher et une abside semi-circulaire.